# 苏捷斯卡战役
苏捷斯卡战役，是第二次世界大战期间的一次战役，发生于1943年5月15日到6月16日，交战双方为围剿方的德意聯軍和克羅地亞獨立國的附庸军共计120,000人，另一方为铁托领导的南斯拉夫人民解放军约20,000人。
前三次反围剿取胜之后，第四次反围剿变得困难起来，德军派出了山地军主力，一举拿下了游击队的中枢城市比哈奇，游击队们转移到了大山里，继续威胁着德军的交通线。
苏捷斯卡是波斯尼亚和黑塞哥维那东部德里纳河的一支流，长35公里。蜿蜒流淌在 Zelengora, Volujak 及 Bioč 高山中，峡谷很深。
德军不得不开始第五次围剿，除了德军山地军之外，几乎所有德國盟友和傀儡國都行动了起来，派遣出自己的士兵加入战斗，总兵力甚至达到了13万人，而铁托的游击队只有1.2万人还具有战斗力。
交战的结果最终为南解放军付出了约8,000人损失的重大代价后成功突破敌军包围，保存了继续抗战有生力量，战斗中铁托负伤。